# Pteralopex taki
Pteralopex taki — вид рукокрилих, родини криланових.

## Поширення, поведінка
Країни поширення: Соломонові острови. Здається потребує низинних вологих тропічних лісів, що містять великі старі дерева. 